# ميونغ سي بين
ميونغ سي بين (بالكورية: 명세빈)‏ هي ممثلة كورية جنوبية. ولدت يوم 10 أبريل 1975 في سول في كوريا الجنوبية.

## روابط خارجية
- ميونغ سي بين على موقع IMDb (الإنجليزية)
- ميونغ سي بين على موقع قاعدة بيانات الفيلم (الإنجليزية)